# ويليام إيمون
ويليام إيمون (بالإسبانية: William Eamon)‏ هو مؤرخ إسباني، ولد في 5 يونيو 1946.